# Stolnici
Stolnici est une commune roumaine située dans le județ d'Argeș.